# Сарадж-Чуко
Грот Сарадж-Чуко  — археологический памятник в Баксанском районе Кабардино-Балкарской Республики в России. Древнейший археологический памятник на территории Кабардино-Балкарии, который свидетельствует о заселении региона в период среднего палеолита как минимум 90 тысяч лет назад.

## Местоположение
Грот Сарадж-Чуко расположен на левом берегу реки Фандуко (местное название — Сараджуко; приток реки Кишпек — приток реки Баксан — бассейн реки Терек) в 4—6 км от селения Заюково и в 20 км на северо-запад от Нальчика в Республике Кабардино-Балкария в России. Высота грота Сарадж-Чуко над уровнем моря — 940 м, над современным уровнем реки — 30 м. Грот Сарадж-Чуко сформирован в массиве вулканитов кислого состава (ингимбриты), и это первая подобная палеолитическая стоянка на Кавказе. Грот приурочен к самому крупному из экструзивных куполов и имеет свод выраженной куполообразной формы. Грот ориентирован на солнечную юго-восточную сторону. Площадь грота составляет более 300 квадратных метров.
Ущелье р. Фандуко прорезано в липаритовых лавах, ингимбритах, туфах и аллювиальных галечниках преимущественно плиоценового возраста, которые ниже по течению реки сменяются выходами олигоценовых карбонатных глин и мергелей (Pg31ch, хадумский горизонт).

## История изучения
Как археологический памятник грот Сарадж-Чуко был открыт петербургским археологом Е.В. Дороничевой в 2016 году. С 2017 года в гроте проводятся комплексные исследования. В изучении грота Сарадж-Чуко участвуют археологи, геоморфологи, геологи, геохимики, физики, специалисты по абсолютному датированию, палинологи и палеонтологи из ведущих научных центров России.  В результате междисциплинарных исследований получены новые данные по древнейшему заселению Северного Кавказа в период от 90 до 40 тысяч лет назад, а также геоморфологии, палеогеографии, хронологии, палеонтологии и геологии.
Стоянка, существовавшая в слое 6В грота Сарадж-Чуко представляет собой самое древнее свидетельство заселения территории Кабардино-Балкарии в период среднего палеолита.

## Результаты исследований

### Заселение грота Сарадж-Чуко древним человеком
Грот Сарадж-Чуко расположен в 4—7 км от единственного на Северном Кавказе месторождения обсидиана — каменного сырья вулканического происхождения, которое ценилось в древности. В среднем палеолите неандертальцы транспортировали обсидиан из Заюковского месторождения обсидиана в Кабардино-Балкарии за 200—250 км в Мезмайскую пещеру, расположенную на территории Апшеронского района Краснодарского края (Северо-Западный Кавказ). Источники обсидиана в Кабардино-Балкарии, на северном склоне Центрального Кавказа привлекали сюда древнего человека и, как показали исследования, вероятно, этот регион был контактной зоной, где могли пересекаться неандертальцы разных культурных традиций.
Результаты исследований свидетельствуют, что грот многократно служил жилищем древнему человеку. В стратиграфической колонке отложений выделено 11 культурных слоев, к периоду среднего палеолита относятся три слоя - 6В, 6А и 3.
Самое древнее свидетельство заселения пещеры связано c периодом около 90 тысяч лет назад, с эпохой неандертальцев. В этом слое (6В) изучена единственная на Северном Кавказе мустьерская обсидиановая индустрия возрастом около 90 тысяч лет. Проведенные исследования показали, что для стоянки в гроте Сарадж-Чуко характерна редкая для этого времени сохранность культурных отложений. Слой 6В является наиболее насыщенным (в среднем около 200 изделий на метр квадратный при мощности 20 см) каменными артефактами. Е.В. Дороничева отмечает, что в слое сохранилась стоянка активного обитания, древние люди занимались на стоянке большим спектром разной деятельности. Коллекция мустьерских артефактов, обнаруженных археологами в слое, насчитывает более 10 тысяч предметов, также в слое изучено более 20 тысяч костей и фрагментов костей животных, найденных вместе с артефактами - это одна из самых крупных археологических обсидиановых коллекций среднего палеолита, найденных в Российской Федерации.
Проведенные исследования указывают на разнообразие хозяйственной деятельности древнего человека в слое 6В грота Сарадж-Чуко. На изученном археологами участке около 40 квадратных метров было расчищено три кострища. Рядом с кострищами древние люди занимались изготовлением орудий из обсидиана и кремня, скоблением кости и рога, обработкой дерева, а также разделыванием охотничьих трофеев и обработкой шкур. Уникальная сохранность культурного слоя в гроте Сарадж-Чуко сделала возможным проведение трасологических (изучение следов на поверхности орудий) и химических исследований артефактов из этого памятника. Среди орудий были определены ножи по мясу, скребла/скобели по кости/рогу, скобели по дереву, ретушеры и другие формы. Впервые в среднем палеолите Кавказа в гроте Сарадж-Чуко были определены наконечники копий, сделанные из обсидиана и доказано, что их использовали в качестве охотничьего вооружения. Вероятно, их использовали при охоте на копытных животных, в том числе кавказского тура.  На поверхности ряда изученных наконечников был определен битум, использовавшийся для закрепления небольших обсидиановых наконечников в деревянные древки. Кроме того, проведенные российскими учеными исследования показали, что на поверхности орудий из грота Сарадж-Чуко (Кабардино-Балкария)  и Мезмайской пещеры (Краснодарский край) был использован битум из разных месторождений, а также разные добавки. Например, в битуме, сохранившемся на поверхности наконечников из грота Сарадж-Чуко ученым удалось определить частицы графена и высокие концентрации алюминия, натрия и азота.
В слое 6В в гроте Сарадж-Чуко найдены многочисленные каменные орудия, сырье (обсидиан и кремень) для их изготовления приносили с расстояния до 7 км. Петрографические и геохимические анализы каменного сырья позволили установить, что изделия из кремня в готовом виде поступали в грот Сарадж-Чуко с месторождений Хана-хаку-1, Штаучукуа-1 и Каменка, расположенных на расстоянии 5—7 км от стоянки. Большинство изделий в индустрии слоя 6В изготовлено из обсидиана, поступавшего с Заюковского месторождения, расположенного в 6—7 км от стоянки. До 96.7-98% изделий в слое 6В сделано из местного обсидиана бурого, черного, серого и других цветов. Как отмечает Е.В. Дороничева, расщепление обсидиана осуществлялось древним человеком непосредственно в гроте Сарадж-Чуко, куда обсидиан доставлялся в виде кусков сырья. Расщепление кремневого сырья, напротив, было ограничено. В грот приносили, как правило, уже готовые орудия и сколы-заготовки.
Раздробленные кости животных, найденные вместе с орудиями, свидетельствуют об охоте древнего человека на кавказского тура, бизона, вымерший вид лошади, косулю и других животных. На многих определимых фрагментах костей, в частности, копытных млекопитающих, встречаются следы термического воздействия огня. Этот факт, наряду с сильной раздробленностью остальных костей говорит в пользу того, что это остатки охотничьих трофеев, которые использовались в пищу древними людьми.
Для каменной индустрии слоя 6В характерна пластинчатая технология расщепления, высокие индексы как общей, так и тонкой подправки ударных площадок. . В орудийном наборе преобладают продольные скребла и конвергентные формы (угловатые и конвергентные скребла, мустьерские остроконечники). Орудия неандертальцев из Сарадж-Чуко по технологии изготовления близки к орудиям неандертальцев, живших на восточной части Малого Кавказа и с загросским мустье гор Загрос в Иране . Проведенные исследования позволяют предполагать, что территория Приэльбрусья, где расположено единственное известное на Северном Кавказе месторождение обсидиана у сел. Заюково, могла служить контактной зоной неандертальцев разных культурных традиций .
Следующий этап заселения грота Сарадж-Чуко древним человеком связан со слоем 6А. Характер каменной индустрии в слое 6А свидетельствует, что грот продолжают посещать носители культурной традиции загросского мустье. Среди костей крупных млекопитающих, исследователи отмечают абсолютное доминирование костей кавказского тура. Активность заселения, по сравнению со слоем 6В, резко снижается. Кострища отсутствуют. Фиксируется похолодание климата. Трасологические исследования, проведенные для материалов из слоя 6А грота Сарадж-Чуко, указывают и на снижение видов деятельности древнего человека на стоянке в этот период. Расщепление обсидианового сырья в этот период было минимальным.
Самый поздний этап обитания древнего человека в период среднего палеолита в гроте Сарадж-Чуко зафиксирован в слое 3Ю который датируется ок. 40 тысяч лет назад. В этот период человек редко посещал грот.
Исследователи отмечают большой перерыв в осадконакоплении между верхним плейстоценовым слоем 2 без археологических находок и вышележащими голоценовыми слоями 1, 1А-1С. Они предполагают, что возможно отложения конца плейстоцена-начала голоцена были на изученном участке повреждены активной хозяйственной деятельностью человека в гроте в XVI-XVIII вв., а особенно литейным производством и кузницей, которые зафиксированы в слое 1 и могут датироваться второй половиной XIX в.

### Палеоклиматические исследования и влияние климата на заселение региона древним человеком
Проведенные в гроте Сарадж-Чуко исследования позволили доказать влияние изменений климата и вулканизма на заселение региона древними людьми. Стратиграфическая колонка отложений в гроте Сарадж-Чуко позволяет изучить изменения климата за последние 90 тысяч лет.  Формирование нижнего, самого древнего слоя 6В, происходило в условиях влажного и теплого климата, которые в целом соответствуют условиям межледниковья. В окрестностях грота произрастали сначала грабово-дубовые леса с грецким орехом, буком восточным, каштаном, гикорью, а в дальнейшем - грабово-вязовые леса с участием грецкого ореха, липы и грабинников. По результатам абсолютного датирования, проведенного методом ОСЛ для всех основных культурных слоев в гроте Сарадж-Чуко, основной культурный горизонт в слое 6В датируется около 90 тысяч лет назад.  В этот период в гроте Сарадж-Чуко существовала стоянка активного обитания, где древние люди занимались широким спектром разнообразной хозяйственной деятельности. Однако ученым удалось зафиксировать, что со временем экологические условия в регионе ухудшаются, климат становится, в целом, более прохладным, исчезают межрегиональные экзоты. В вышележащих слоях 6А и 4 в гроте Сарадж-Чуко были зафиксированы следы вулканического пепла. Интенсивность обитания древнего человека в слое 6А, по сравнению с более ранним слоем 6В, падает более, чем в 20 раз. Уменьшается в этот период и спектр хозяйственной деятельности древнего человека. Самый поздний среднепалеолитический слой 3, который датируется ок. 40 тысяч лет назад, фиксирует последние редкие появления неандертальцев в регионе Приэльбрусья. В слое зафиксированы лишь немногочисленные артефакты, которые указывают на то, что человек редко заходил в грот. Проведенные исследования показали, что в этот период грот находился на границе лесного и высокогорного, относительно сухого, лугового или степного пояса.